# Daniel Dubois (Boxer)
Daniel Dubois (* 6. September 1997 in London, Vereinigtes Königreich) ist ein britischer Profiboxer im Schwergewicht. Dubois ist ehemaliger Weltmeister im Schwergewicht der IBF.

## Amateurkarriere
Dubois begann im Alter von neun Jahren beim Peacock Gym im Londoner Stadtteil Canning Town mit dem Boxsport, wo er von Tony und Martin Bowers trainiert wurde. Er verbrachte rund 18 Monate im britischen Nationalteam und bestritt etwa 75 Amateurkämpfe. Er wurde unter anderem 2014 Englischer Jugendmeister im Schwergewicht sowie 2015 Englischer Jugendmeister im Superschwergewicht und war Teilnehmer der Jugendeuropameisterschaften 2014 in Zagreb und 2015 in Kołobrzeg. 2016 gewann er in seinem erst sechsten Kampf bei den Erwachsenen die Britische Meisterschaft in Sheffield.

## Profikarriere
Im Januar 2017 unterzeichnete Dubois einen Profivertrag beim britischen Promoter Frank Warren, den er im Februar 2020 um fünf Jahre verlängerte. Nachdem er bis Februar 2021 von Martin Bowers trainiert worden war, wechselte er im Anschluss zu Mark Tibbs, später zu Shane McGuigan und im April 2023 zum Trainer Don Charles. Sein Profidebüt gewann er am 8. April 2017 gegen Marcus Kelly.
Er gewann 15 Kämpfe in Folge, 14 davon vorzeitig, wobei ihm Siege gegen Kevin Johnson (Kampfbilanz: 32-10), Răzvan Cojanu (16-5), Richard Harrison (14-1), Nathan Gorman (16-0), Ebenezer Tetteh (19-0), Kyōtarō Fujimoto (21-1) und Ricardo Snijders (18-1) gelangen.
Vom Weltverband WBO bereits auf Platz 2 der Herausforderer geführt, boxte er am 28. November 2020 gegen seinen ebenfalls ungeschlagenen Landsmann Joseph Joyce (11-0, 10 K. o.) und verlor durch Aufgabe in der zehnten Runde, nachdem sein linkes Auge durch Schlagwirkung zugeschwollen war.
Schon in seinem nächsten Kampf, am 5. Juni 2021, siegte er jedoch durch K. o. in Runde 2 gegen Bogdan Dinu (20-2) und wurde dadurch Interimsweltmeister der WBA. Mahmoud Charr, der den WBA-Titel vorher geführt hatte klagte jedoch gegen den Titelverlust, weil er verletzungsbedingt nicht zu einer Pflichtverteidigung antreten konnte und bekam im September 2023 recht und damit erneut den Titel der WBA im Schwergewicht (regulär) zugesprochen.
Auch sein US-Debüt am 29. August 2021 gewann Dubois in beeindruckender Weise durch K. o. in der ersten Runde gegen Joe Cusumano (19-3). Sein nächstes Duell am 11. Juni 2022 in Miami war gegen den regulären WBA-Weltmeister Trevor Bryan (22-0), den er durch K. o. in der vierten Runde besiegte. Am 3. Dezember 2022 gewann er eine Titelverteidigung durch TKO in Runde 3 gegen Kevin Lerena (28-1). Seinen nächsten Kampf, eine Titelvereinigung gegen den IBF- und WBO-Weltmeister Oleksandr Ussyk (20-0), verlor er am 26. August 2023 in Breslau durch K. o. in der neunten Runde.
Nach einem Sieg gegen Jarrell Miller (26-0) boxte er am 1. Juni 2024 um die IBF-Interimsweltmeisterschaft, wobei ihm ein Sieg durch TKO in Runde 8 gegen Filip Hrgović (17-0) gelang. Da der amtierende IBF-Titelträger Oleksandr Ussyk den Gürtel aufgrund eines vereinbarten Rückkampfes gegen Tyson Fury nicht fristgerecht gegen den Interimschampion Dubois verteidigen konnte, wurde diesem der Titel aberkannt und Dubois daraufhin noch im selben Monat vom Verband zum neuen IBF-Weltmeister ernannt. Seine erste Titelverteidigung als neuer Weltmeister gewann er am 21. September 2024 im Londoner Wembley-Stadion durch K. o. in Runde 5 gegen Anthony Joshua (28-3).
Seine zweite Titelverteidigung verlor er am 19. Juli 2025 im Londoner Wembley-Stadion durch KO in Runde 5 an Oleksandr Ussyk (24-0). 

## Liste der Profikämpfe
| 22 Siege (21 K.-o.-Siege), 2 Niederlagen, 0 Unentschieden |               |                                                       | |                           |
| Jahr                                                      | Tag           | Ort                                                   | Gegner | Ergebnis für Dubois       |
| 2017                                                      | 8. April      | Manchester Arena, Manchester, Großbritannien          | Marcus Kelly | Sieg / TKO 1. Runde       |
| 2017                                                      | 22. April     | Leicester Arena, Leicester, Großbritannien            | Blaise Yepmou | Sieg / TKO 2. Runde       |
| 2017                                                      | 20. Mai       | Copper Box, London, Großbritannien                    | David Howe | Sieg / KO 1. Runde        |
| 2017                                                      | 8. Juli       | Copper Box, London, Großbritannien                    | Mauricio Barragan WBC-Junioren Schwergewicht-Weltmeisterschaft                                                                                         | Sieg / KO 2. Runde        |
| 2017                                                      | 16. September | Copper Box, London, Großbritannien                    | AJ Carter BBBofC-SA-Schwergewicht-Meisterschaft | Sieg / TKO 1. Runde       |
| 2017                                                      | 9. Dezember   | Copper Box, London, Großbritannien                    | Dorian Darch | Sieg / TKO 2. Runde       |
| 2018                                                      | 24. Februar   | York Hall, London, Großbritannien                     | DL Jones BBBofC-SA-Schwergewicht-Titelverteidigung | Sieg / TKO 3. Runde       |
| 2018                                                      | 23. Juni      | The O2 Arena, Greenwich, Großbritannien               | Tom Little BBBofC-Englische Schwergewicht-Meisterschaft                                                                                                | Sieg / TKO 5. Runde       |
| 2018                                                      | 6. Oktober    | Leicester Arena, Leicester, Großbritannien            | Kevin Johnson | Punktsieg / 10 Runden     |
| 2019                                                      | 8. März       | Royal Albert Hall, London, Großbritannien             | Razvan Cojanu WBO-Europäische Schwergewicht-Meisterschaft                                                                                              | Sieg / KO 2. Runde        |
| 2019                                                      | 27. April     | Wembley Arena, London, Großbritannien                 | Richard Lartey WBO-Globale Schwergewicht-Meisterschaft                                                                                                 | Sieg / KO 4. Runde        |
| 2019                                                      | 13. Juli      | The O2 Arena, Greenwich, Großbritannien               | Nathan Gorman BBBofC-Britische Schwergewicht-Meisterschaft                                                                                             | Sieg / KO 5. Runde        |
| 2019                                                      | 27. September | Royal Albert Hall, London, Großbritannien             | Ebenezer Tetteh WBO-International Schwergewicht-Meisterschaft Commonwealth-Schwergewicht-Meisterschaft                                                 | Sieg / TKO 1. Runde       |
| 2019                                                      | 21. Dezember  | Copper Box, London, Großbritannien                    | Kyōtarō Fujimoto WBO-International Schwergewicht-Titelverteidigung WBC-Silber Schwergewicht-Meisterschaft                                              | Sieg / KO 2. Runde        |
| 2020                                                      | 29. August    | BT Sport Studio, Stratford, Großbritannien            | Ricardo Snijders WBO-International Schwergewicht-Titelverteidigung                                                                                     | Sieg / TKO 2. Runde       |
| 2020                                                      | 28. November  | Church House, Westminster, Großbritannien             | Joseph Joyce Commonwealth-Schwergewicht-Titelverteidigung BBBofC-Britische Schwergewicht-Titelverteidigung EBU-Europäische Schwergewicht-Meisterschaft | Niederlage / KO 10. Runde |
| 2021                                                      | 5. Juni       | Telford International Centre, Telford, Großbritannien | Bogdan Dinu WBA-Interim Schwergewicht-Weltmeisterschaft                                                                                                | Sieg / KO 2. Runde        |
| 2021                                                      | 29. August    | Rocket Mortgage FieldHouse, Cleveland, USA            | Joe Cusumano | Sieg / TKO 1. Runde       |
| 2022                                                      | 11. Juni      | Casino Miami, Miami, USA                              | Trevor Bryan WBA-Reguläre Schwergewicht-Weltmeisterschaft                                                                                              | Sieg / KO 4. Runde        |
| 2022                                                      | 3. Dezember   | Tottenham Hotspur Stadium, London, Großbritannien     | Kevin Lerena WBA-Reguläre Schwergewicht-Titelverteidigung                                                                                              | Sieg / TKO 3. Runde       |
| 2023                                                      | 26. August    | Stadion Miejski, Breslau, Polen                       | Oleksandr Ussyk IBF/IBO/WBA/WBO-Schwergewicht-Weltmeisterschaft                                                                                        | Niederlage / TKO 9. Runde |
| 2023                                                      | 23. Dezember  | Kingdom Arena, Riad, Saudi-Arabien                    | Jarrell Miller | Sieg / TKO 10. Runde      |
| 2024                                                      | 1. Juni       | Kingdom Arena, Riad, Saudi-Arabien                    | Filip Hrgović IBF-Interim Schwergewicht-Weltmeisterschaft                                                                                              | Sieg / TKO 8. Runde       |
| 2024                                                      | 21. September | Wembley-Stadion, London, Großbritannien               | Anthony Joshua IBF-Schwergewicht-Titelverteidigung | Sieg / KO 5. Runde        |
| 2025                                                      | 19. Juli      | Wembley-Stadion, London, Großbritannien               | Oleksandr Ussyk IBF/IBO/WBA/WBO-Schwergewicht-Weltmeisterschaft                                                                                        | Niederlage / KO 5. Runde  |